# Beatrice Bonnesen
Beatrice Bonnesen (21. oktober 1906 i København – 19. januar 1979 smst) var en dansk skuespillerinde.
Debuterede 1922 på Folketeatret og optrådte på dette teater frem til 1927.
Herefter Aarhus Teater 1927-1929, Dagmarteatret 1929-1931, Det kongelige Teater 1931-1933 og så igen Dagmarteatret 1933-1937 og fra 1944 Det Ny Teater.
Fra 1955 free-lance.
Beatrice Bonnesen var gift to gange, nemlig med kapelmester Gerhard Rafn og skuespilleren og instruktøren John Price.

## Udvalgt filmografi
- Tretten år – 1932
- Rasmines bryllup – 1935
- Balletten danser – 1938
- Barnet – 1940
- En forbryder – 1941
- Tag det som en mand – 1941
- Ballade i Nyhavn – 1942
- Baby på eventyr – 1942
- Mine kære koner – 1943
- Familien Gelinde – 1944
- Mens sagføreren sover – 1945
- Familien Swedenhielm – 1947
- Hatten er sat – 1947
- Det hændte i København – 1949
- Adam og Eva – 1953
- Tre finder en kro – 1955
- Mor skal giftes – 1958
- Farlig sommer – 1969